# جون ميريت (موظف مدني)
جون ميريت (بالإنجليزية: John Merritt)‏ هو موظف مدني أسترالي، ولد في 1958.